# Joaquim de Fiore
Joaquim de Fiore, também conhecido por Gioacchino da Fiore, Joaquim de Fiori, Joaquim, abade de Fiore ou Joaquim de Flora (Celico, 1135 – Pietrafitta, 30 de março de 1202) foi um abade cisterciense e filósofo místico, defensor do milenarismo e do advento da idade do Espírito Santo. O seu pensamento deu origem a diversos movimentos filosóficos, com destaque para os joaquimitas e florenses.

## Biografia
Joaquim de Fiore nasceu em Celico, província de Cosenza, Calábria, Itália, por volta de 1132 e faleceu a 30 de Março de 1202, Sábado de Aleluia daquele ano, na pequena abadia de San Martino di Canale, Calábria, sendo trasladado para a abadia florense de San Giovanni in Fiore.
Joaquim foi filho de Maurus de Celico (também apelidado de Tabellione, provavelmente pelas funções que exercia), um notário ao serviço dos reis normandos da Sicília, tendo crescido na corte.
Em peregrinação à Terra Santa, Joaquim aprofundou a sua fé, entregando-se a um intenso misticismo, aparentemente em resultado de ter presenciado uma grande calamidade, talvez uma epidemia de peste. Passou então a Quaresma desse ano em contemplação no Monte Tabor, onde se diz ter recebido em visão a inspiração divina que terá guiado o resto da sua vida.
Regressado à Itália, provavelmente em 1159, retirou-se para a abadia cisterciense de Sambucina, dedicando-se à pregação, escusando-se contudo de tomar o hábito religioso ou a ordenação. Provavelmente em 1168, face à oposição das autoridades eclesiásticas a este procedimento, tomou o hábito beneditino de Cister na abadia de Corazzo e foi ordenado presbítero. Após a ordenação, passou a dedicar-se inteiramente ao estudo da Bíblia, procurando o significado mais profundo das Sagradas Escrituras.
Alguns anos mais tarde, tendo ganho fama de virtuoso e sábio, foi eleito abade, embora contra a sua vontade. Sentindo que as funções e deveres de abade eram um empecilho aos seus estudos bíblicos, que ele considerava serem a missão da sua vida, pediu escusa ao Papa Lúcio III, o qual em 1182 o desonerou do governo temporal da abadia e entusiasticamente aprovou o seu trabalho, encorajando-o a prossegui-los na abadia da sua escolha.
Passou os anos seguintes na abadia de Casamari, trabalhando afanosamente nos seus livros, secretariado por Luca Campano, um jovem monge que viria a ser arcebispo de Cosenza, o qual deixou como testemunho a sua admiração pela humildade e desapego de Fiore pelas coisas terrenas e pela devoção com que pregava e celebrava a missa.
A aprovação papal para os seus estudos foi confirmada por Urbano III (1185) e por Clemente III (1187), tendo este exortado Fiore a completar o seu trabalho e a submetê-lo à aprovação eclesiástica.
Sempre embrenhado no seu labor, Fiore retirou-se para o eremitério de Pietralata, acabando depois por fundar a abadia de Fiore (ou de Flora) nas montanhas da Calábria. A nova abadia tornou-se, ainda em vida do seu fundador e com a aprovação (dada em 1198) do Papa Celestino III, o centro de uma nova ordem independente, embora baseada nos princípios beneditinos da Ordem de Cister, mas mais rigorosa e mais mística, designada por Florenses em homenagem ao seu fundador.
No ano de 1200, Joaquim de Fiore submeteu publicamente os seus escritos ao exame do Papa Inocêncio III, mas faleceu no Sábado Santo desse ano, antes de ser proferido o julgamento eclesiástico.
Teve de imediato fama de santo e diz-se que foram concedidos milagres por sua intercessão. Apesar de nunca ter sido formalmente beatificado, é venerado como beato.
Apesar de ter ganho ainda em vida fama de profeta, Joaquim de Fiore sempre rejeitou ter tal dom. Mas mesmo contemporâneos esclarecidos, concordavam com a opinião geral, considerando-o como iluminado com o espírito profético. Dante Alighieri na sua Divina Comédia, referindo o espírito profético, coloca Joaquim de Fiore no Paraíso, dizendo no canto XII.º: (...) e lucemi da lato/il calavrese abate Giovacchino/ Di spirito profetico dotato(...).

## O pensamento de Joaquim de Fiore

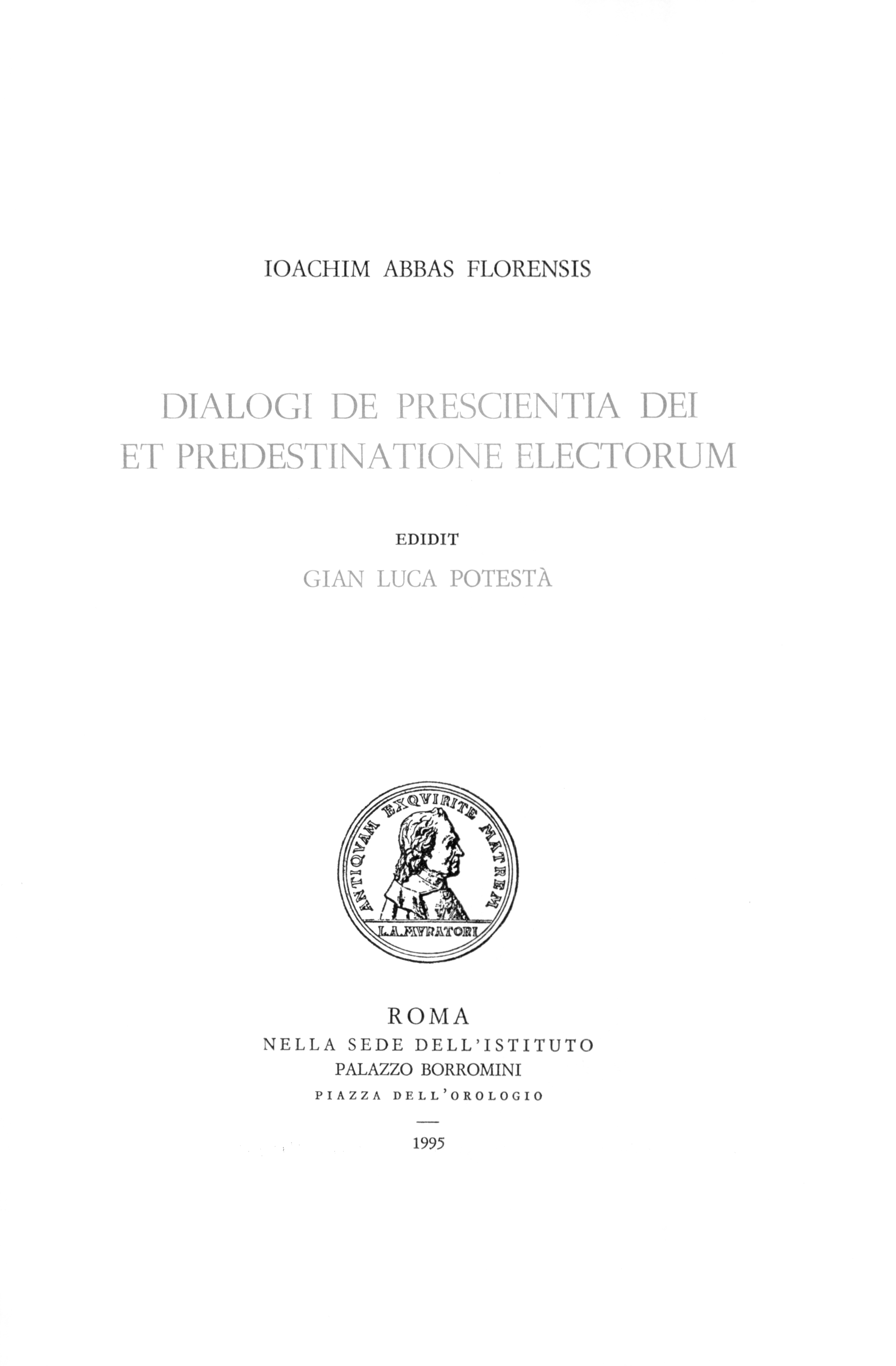
Dialogi de prescientia Dei

O tema das obras mais importantes de Joaquim de Fiore (Liber Concordiae Novi ac Veteris Testamenti, Expositio in Apocalipsim e Psalterium Decem Chordarum assim como o Liber Figurarum - O Livro dos Números) é a interpretação da visão profética das Sagradas Escrituras no contexto da História e a previsão do futuro da Igreja enquanto comunidade mística. Nessas obras Fiore funda o seu pensamento, depois traduzido na doutrina da Eterna Revelação ou do Evangelho Eterno, conforme à sua leitura do texto do Apocalipse.
Nessa interpretação do texto sagrado existiriam três estádios, ou Idades da História, no desenvolvimento do Mundo e da Igreja de Deus, correspondentes às três Pessoas da Santíssima Trindade.
A Primeira Idade, correspondeu ao governo de Deus Pai, e é representada pelo poder absoluto, inspirador do temor sagrado que perpassa o Velho Testamento. Correspondeu ao tempo anterior à revelação de Jesus Cristo.
A Segunda Idade inicia-se pela revelação do Novo Testamento e pela fundação da Igreja de Cristo, em que, através de Deus Filho, a sabedoria divina que tinha permanecido escondida da humanidade se revela. Correspondeu à contemporaneidade de Joaquim de Fiore (e segundo os joaquimitas à nossa).
A Terceira Idade, que há-de vir, corresponde ao domínio da Terceira Pessoa. Será o advento do Império do Divino Espírito Santo, um tempo novo onde o amor universal e a igualdade entre todos os membros do Corpo Místico de Deus, isto é entre os cristãos, serão alcançados. No Império do Divino Espírito Santo, as leis evangélicas serão finalmente realizadas, não só na sua letra mas no seu espírito, isto é a mensagem que nelas está escondida será finalmente compreendida e aceite pela humanidade.
Na Terceira Idade, a idade da graça redentora, não haverá necessidade de leis ou instituições disciplinadoras da fé, já que esta será universal e baseada directamente na inspiração divina, pelo que poderão ser dispensadas as estruturas institucionais do poder temporal da Igreja. Qualquer plebeu será Imperador, já que a sabedoria divina a todos iluminará igualmente, ou seja todos benficiarão de uma "inteligência espiritual" capaz de permitir a plena compreensão dos divinos mistérios.
Joaquim de Fiore acreditava que a Segunda Idade estava no seu fim e que o advento do Império do Espírito Santo estava próximo. O fim da Segunda Idade, a ser marcado por um cataclismo, era já prenunciado pela desordem então patente no mundo. Após essa transição dolorosa, a unidade cristã seria alcançada (com a união entre as igrejas cristãs do ocidente e oriente e o fim dos cismas) e os judeus veriam a verdade do Novo Testamento. O Império do Divino Espírito Santo seria a apoteose da História, durando até ao fim dos tempos, apenas terminado com a glória da segunda vinda do Redentor.

### O joaquimismo
O desejo de encontrar um fio condutor para a história, capaz de manter viva a esperança na existência de um plano redentor (já patente no pensamento de São Bento, o fundador da tradição beneditina a que pertenciam os cistercienses), que está subjacente ao pensamento de Joaquim de Fiore encontrou de imediato grande aceitação.
De facto vivia-se um tempo conturbado, pleno de eventos que abalavam a cristandade e que, por isso, não podiam deixar de suscitar a necessidade de os conciliar com o plano divino, contrapondo a mudança à ordem e a estabilidade à contingência. Era necessário acomodar na visão cristã a desordem patente no mundo: o crescimento do Islão, as cruzadas, os cismas eclesiásticos, as guerras entre o Império e o Papado. Era necessário enfrentar acontecimentos cujo sentido não estava dado, mas que, à luz da crença cristã da existência de uma Providência, não podiam escapar à ordem divina. Nesse contexto era imperiosa a busca do conhecimento da estrutura secreta do tempo e de seu sentido.
Foi nesse contexto que o pensamento de Joaquim de Fiore, com a sua interpretação apocalíptica e escatológica da História, profético e milenarista, pareceu de imediato dar resposta às grandes inquietações da época. Afirmar-se que a obra do tempo é operação da Santíssima Trindade e que a unidade das Três Pessoas garante a ordem imutável, enquanto a diferença entre as operações de cada uma delas explica a variação temporal, é garantir-se que afinal a Providência não abandonou o mundo e que os acontecimentos, por mais inesperados que sejam, são afinal parte de um plano divino que visa a salvação.
Com isso, a Encarnação deixa de ser o término da história para se tornar seu centro, o que significa que há lugar para o avanço da História antes do Juízo Final. Esse avanço da História faz-se num tempo duplamente facetado: é o do aumento da desordem e dos males, porque tempo do Anticristo, mas é também o do aumento da perfeição e da graça, sob a acção do Espírito Santo, como profetizou Daniel. Foi a partir do pensamento de Joaquim de Fiore que pôde ser construída a imagem da apoteose terrena dos Mil Anos e a ideia de que a história é a operação da Trindade no tempo, no qual uma última e decisiva revelação, a iluminação generalizada do espírito, está reservada para o tempo do Império do Divino Espírito Santo em que a plenitude do tempo coincidirá com a plenitude do Espírito ou do saber.
Assim, com Joaquim di Fiore e os seus seguidores, podemos falar numa filosofia da história, isto é, no tempo estruturado e escandido em três tempos progressivos rumo à apoteose. Essa filosofia da história assenta numa concepção trinitária, progressiva e orgânica da história como desenvolvimento do plano divino para a salvação da humanidade: é trinitária pois a história é obra do Espírito através do Pai e do Filho, até a revelação final do Divino Espírito Santo; é progressiva pois a história é o desenvolvimento temporal do aumento do saber, cuja plenitude coincide com o tempo do fim, quando será aberto o livro dos segredos do mundo; e orgânica pois a estrutura do tempo, simbolizada pela Árvore de Jessé, garante que o tempo não é um ciclo perpétuo de tribulações e de afastamento do absoluto, mas um arbusto florescente onde frutifica a semente divina da verdade.
No centro da herança joaquimita, encontra-se pois a a ideia de que haverá ainda uma fase final da História, um tempo abençoado ainda por vir. O apogeu da história será sinalizado pelo aumento da espiritualidade no mundo, um tempo do intelecto e da ciência.
A partir desta herança, que se fundiria com as Sibilinas Cristãs e onde as alegorias bíblicas serviriam como fonte para compreender e prever o desenrolar da história, ultrapassando os meros fins morais e religiosos, o joaquimismo afirma-se como possuidor de três elementos que possibilitaram sua utilização pelos milenaristas mais radicais: o refortalecimento dos temas apocalípticos, a ideia de que a Igreja clerical seria substituída por um corpo místico contemplativo e essencialmente igualitário e a de que os menos favorecidos reinariam no mundo, dando expressão temporal ao Império do Divino Espírito Santo.
Nota-se que foram os franciscanos os principais responsáveis pela difusão do joaquimismo na Idade Média, sendo que muitos esperavam a ressurreição de São Francisco como o prelúdio da nova era. É a partir deste momento que se podem identificar claramente os traços messiânicos junto aos ideais milenaristas, incorporando parcialmente o messianismo judaico, já que ao contrário do reino nos céus que defende a Igreja Romana, a crença dos judeus aponta para um império terrestre.
Em Portugal, onde os franciscanos tiveram influência relevante, as ideias de Joaquim de Fiore estão subjacentes ao lançamento do culto do Espírito Santo, aparentemente com a rainha Santa Isabel, fundindo-se depois no sebastianismo e na crença no advento do Quinto Império bem patente na obra do Padre António Vieira.

### O joaquimismo e a ortodoxia da Igreja Romana
Apesar de algumas das doutrinas de Joaquim de Fiore sobre a Santíssima Trindade terem sido condenadas pelo Concílio de Laterão de 1215 (IV Concílio Lateranense), o grosso do seu pensamento não levantou suspeitas de heresia até meados daquele século. Entretanto muitos trabalhos de outros pensadores, incluindo alguns anteriores, começaram a ser atribuídos a Fiore. Entre estas obras contam-se De Oneribus Prophetarum, a Expositio Sybillae et Merlini e os comentários diversos sobre as revelações dos profetas Jeremias e Isaías, obras que ganharam grande expansão e que se afastam muito do pensamento original de Joaquim de Fiore.
Entretanto, para além dos cistercienses florianos, fundados pelo próprio Fiore, surgiu entre os franciscanos uma corrente espiritualista, denominada dos franciscanos joaquistas ou mais correntemente dos franciscanos joaquimitas, que levavam as ideias de Fiore a conclusões bem mais radicais, incluindo crenças tais como a iminente ressurreição de São Francisco de Assis e de que o Anticristo, encarnado na figura do imperador sacro-romano-germânico Frederico II, já estava no mundo.
Aquelas crenças, apesar da morte em 1250 de Frederico II, e da passagem sem novidade do ano de 1260, ano em que se esperava a ocorrência da grande calamidade que desencadearia a transição para o Império do Divino Espírito Santo, mantiveram-se ainda assim vivas e foram ganhando novas formas e novos adeptos. Entre os mais importantes, e com grande influência sobre o pensamento franciscano posterior, conta-se frei Gerardo de Borgo San Donnino (Fra Gherardo di Borgo San Donnino), autor do tratado intitulado Introductorium in Evangelium Aeternum, obra hoje apenas conhecida pelos extractos dela feitos em 1255 aquando do processo da sua condenação canónica.
Por aqueles extractos se vê que as crenças joaquimitas se tinham radicalizado em relação ao pensamento de Joaquim de Fiore, acreditando agora que por volta do ano 1200 o Novo e o Velho Testamento tinham deixado de constituir a única fonte de revelação, e que os três livros de Joaquim de Fiore constituiriam o corpo essencial da Eterna Revelação, que não apenas transcendia, mas vinha substituir, a Revelação de Cristo contida nos Evangelhos. O clero e as doutrinas da Igreja estavam ultrapassados e em pouco tempo seriam irrelevantes face à nova verdade revelada.
Aquela obra foi solenemente condenada como herética pelo Papa Alexandre IV em 1256, incluindo na condenação, para além das obras joaquimitas, o corpo principal da doutrina de Joaquim de Fiore. Na sequência desta condenação, as suas doutrinas foram refutadas pelo grande Doutor da Igreja São Tomás de Aquino na sua Summa Theologica. A conjugação desta condenação com a morte de Frederico II e a passagem do limiar de 1260, para além da repressão exercida por São Boaventura, outro Doutor da Igreja, contra os seus seguidores franciscanos, levou a um marcado apagamento do joaquimismo.
Apesar disso, o joaquimismo, menos radicalizado e mais místico, foi retomado pela corrente espiritualista e contemplativa dos franciscanos, principalmente por Pier Giovanni Olivi (falecido em 1297) e pelo seu seguidor, Ubertino da Casale, expulso da ordem em 1317. Aparecem novamente referências joaquimitas nos escritos de Giovanni dalle Celle e de Telésforo de Cosenza, mas com impacto muito reduzido na ortodoxia católica.
Apesar desse aparente apagamento, o joaquimismo permaneceu latente entre os franciscanos, sobrevivendo às pressões da ortodoxia católica, traduzindo-se na esperança do advento de um tempo novo, materializado na Terra e não de natureza celeste, onde todos fossem iguais e o amor divino dominasse. Seria um império da Revelação, marcado pela partilha solidária e pelo desaparecimento das hierarquias, uma utopia não muito distante das modernas visões do anarquismo, do socialismo libertário e da sociedade proudhouniana.

## O joaquimismo e o culto do Divino Espírito Santo nos Açores
Apesar do povoamento dos Açores só se ter iniciado a partir de 1432, quase 200 anos após o apogeu do joaquimismo, e do núcleo central da sua doutrina já ter sido condenado em 1256 pelo Papa Alexandre IV, houve no arquipélago açoriano um claro reacender daquelas doutrinas, inspirando manifestações religiosas e acções rituais e simbólicas que perduram até aos nossos dias, existindo também a Festa do Divino Espírito Santo no Brasil.
Seguramente por influência dos franciscanos espiritualistas, que foram os primeiros religiosos a instalar-se nas ilhas, partilhando com os primeiros povoadores as agruras do isolamento, o culto do Divino Espírito Santo, então em apagamento na Europa devido à crescente pressão da ortodoxia religiosa, foi trazido para as ilhas. Aqui, em comunidades isoladas e sujeitas às pressões e incertezas da vida na margem do mundo conhecido, as crenças e ritos do Divino Espírito Santo ganharam raízes e recuperaram o seu vigor, reganhando um claro cunho joaquimita que ainda hoje está bem patente.
Os Açores, e as comunidades de origem açoriana, constituem assim os últimos redutos onde as doutrinas de Joaquim de Fiore sobrevivem, e, a julgar pelo recrudescer das Irmandades do Divino Espírito Santo, mantêm todo o seu vigor.

## Cultura de massas
Joaquim de Fiore é mencionado no filme Joaquim e o Apocalipse, realizado por Jordan River.